# Hoquei sobre herba als Jocs Olímpics d'estiu de 2004 - Competició masculina
Als Jocs Olímpics d'Estiu de 2004 celebrats a la ciutat d'Atenes (Grècia) es realitzà una competició en categoria masculina d'hoquei sobre herba, que juntament amb la categoria femenina disputada formà part del programa oficial dels Jocs. La competició es disputà entre els dies 15 i 27 d'agost de 2004 al Centre Olímpic d'Hoquei del Complex Olímpic d'El·linikó.

## Comitès participants
Hi participaren un total de 192 jugadors d'hoquei de 12 comitès nacionals diferents:
| - Alemanya - Argentina - Austràlia | - Corea del Sud - Egipte - Espanya | - Índia - Nova Zelanda - Països Baixos | - Pakistan - Regne Unit - Sud-àfrica |

## Resum de medalles
| Prova          | Or | Argent | Bronze |
| Hoquei masculí | AustràliaMichael Brennan · Travis Brooks · Dean Butler · Liam de Young · Jamie Dwyer · Nathan Eglington · Troy Elder · Bevan George · Robert Hammond · Mark Hickman · Mark Knowles · Brent Livermore · Michael McCann · Stephen Mowlam · Grant Schubert · Matthew Wells | Països BaixosMatthijs Brouwer · Ronald Brouwer · Jeroen Delmee · Teun de Nooijer · Geert-Jan Derikx · Rob Derikx · Marten Eikelboom · Floris Evers · Erik Jazet · Karel Klaver · Jesse Mahieu · Rob Reckers · Taeke Taekema · Sander van der Weide · Klaas Veering · Guus Vogels | AlemanyaClemens Arnold · Christoph Bechmann · Sebastian Biederlack · Philipp Crone · Eike Duckwitz · Christoph Eimer · Björn Emmerling · Florian Kunz · Björn Michel · Sascha Reinelt · Justus Scharowsky · Christian Schulte · Timo Weß · Tibor Weißenborn · Matthias Witthaus · Christopher Zeller |

## Medaller
| Posició | País          | Or | Argent | Bronze | Total |
| 1       | Austràlia     | 1  | 0      | 0      | 1     |
| 2       | Països Baixos | 0  | 1      | 0      | 1     |
| 3       | Alemanya      | 0  | 0      | 1      | 1     |

## Resultats

### Primera ronda
Grup A
| Equip         | J | G | E | P | GF | GC | Pts |
| ------------- | - | - | - | - | -- | -- | --- |
| Espanya       | 5 | 3 | 2 | 0 | 14 | 3  | 11  |
| Alemanya      | 5 | 3 | 2 | 0 | 15 | 6  | 11  |
| Pakistan      | 5 | 3 | 0 | 2 | 19 | 8  | 9   |
| Corea del Sud | 5 | 2 | 2 | 1 | 17 | 8  | 8   |
| Regne Unit    | 5 | 1 | 0 | 4 | 9  | 21 | 3   |
| Egipte        | 5 | 0 | 0 | 5 | 2  | 30 | 0   |

| 15 d'agost de 2004 18:00 |       |            |                                                 |  |
| Corea del Sud            | 1 – 1 | Espanya    | Àrbitres: Sumesh Putra (CAN) Peter Elders (PBA) |  |
| You Hyo-Sik 16'          |       | Freixa 43' | Àrbitres: Sumesh Putra (CAN) Peter Elders (PBA) |  |

| 15 d'agost de 2004 18:30 |       |          |                                                |  |
| Alemanya                 | 2 – 1 | Pakistan | Àrbitres: Ray O'Connor (IRL) John Wright (RSA) |  |
| Emmerling 7' Michel 31'  |       | Butt 43' | Àrbitres: Ray O'Connor (IRL) John Wright (RSA) |  |

| 15 d'agost de 2004 20:00            |       |                |                                                    |  |
| Regne Unit                          | 3 – 1 | Egipte         | Àrbitres: Henrik Ehlers (DEN) Satinder Kumar (IND) |  |
| Middleton 18' Fordham 53' Hawes 59' |       | S. Mohamed 37' | Àrbitres: Henrik Ehlers (DEN) Satinder Kumar (IND) |  |

| 17 d'agost de 2004 08:30                |       |                    |                                                  |  |
| Corea del Sud                           | 3 – 2 | Regne Unit         | Àrbitres: Pedro Teixeira (POR) John Wright (RSA) |  |
| Lee Jung-Seon 15', 68' Yeo Woon-Kon 47' |       | Hall 45' Stott 52' | Àrbitres: Pedro Teixeira (POR) John Wright (RSA) |  |

| 17 d'agost de 2004 18:30 |       |                                                   |                                                |  |
| Egipte                   | 0 – 7 | Pakistan                                          | Àrbitres: Han Jin-Soo (KOR) Peter Elders (PBA) |  |
|                          |       | Jawad 3', 12' Nadeem 15' Abbas 30', 34', 38', 58' | Àrbitres: Han Jin-Soo (KOR) Peter Elders (PBA) |  |

| 17 d'agost de 2004 20:30 |       |              |                                                  |  |
| Espanya                  | 1 – 1 | Alemanya     | Àrbitres: Henrik Ehlers (DEN) Murray Grime (AUS) |  |
| Freixa 28'               |       | Bechmann 64' | Àrbitres: Henrik Ehlers (DEN) Murray Grime (AUS) |  |

| 19 d'agost de 2004 10:30      |       |               |                                                  |  |
| Pakistan                      | 3 – 0 | Corea del Sud | Àrbitres: Ray O'Connor (IRL) Amarjit Singh (MAS) |  |
| Butt 43' Abbasi 56' Abbas 66' |       |               | Àrbitres: Ray O'Connor (IRL) Amarjit Singh (MAS) |  |

| 19 d'agost de 2004 18:00                                |       |           |                                                  |  |
| Alemanya                                                | 6 – 1 | Egipte    | Àrbitres: Xavier Adell (ESP) David Gentles (AUS) |  |
| Zeller 17', 67' Witthaus 38' Kunz 46' Bechmann 49', 58' |       | Enaba 24' | Àrbitres: Xavier Adell (ESP) David Gentles (AUS) |  |

| 19 d'agost de 2004 18:30 |       |                                        |                                                       |  |
| Regne Unit               | 1 – 5 | Espanya                                | Àrbitres: Satinder Kumar (IND) Christian Blasch (GER) |  |
| Middleton 57'            |       | Amat 7', 38' Freixa 32', 35' Ribas 61' | Àrbitres: Satinder Kumar (IND) Christian Blasch (GER) |  |

| 21 d'agost de 2004 08:30 |        | |                                                       |  |
| Egipte                   | 0 – 11 | Corea del Sud | Àrbitres: Padro Teixeira (POR) Christian Blasch (GER) |  |
|                          |        | Lee Jung-Seon 16', 25', 37', 59', 68' Jeon Jong-Ha 29' Seo Jong-Ho 57' Song Seung-Tae 62', 65', 65' You Hyo-Sik 66' | Àrbitres: Padro Teixeira (POR) Christian Blasch (GER) |  |

| 21 d'agost de 2004 20:00      |       |          |                                                |  |
| Espanya                       | 4 – 0 | Pakistan | Àrbitres: Peter Elders (PBA) John Wright (RSA) |  |
| Tubau 6', 35', 41' Freixa 63' |       |          | Àrbitres: Peter Elders (PBA) John Wright (RSA) |  |

| 21 d'agost de 2004 20:30                    |       |            |                                                    |  |
| Alemanya                                    | 4 – 1 | Regne Unit | Àrbitres: Jason McCracken (NZL) Sumesh Putra (CAN) |  |
| Zeller 21', 39' Witthaus 38' Scharowsky 52' |       | Moodie 60' | Àrbitres: Jason McCracken (NZL) Sumesh Putra (CAN) |  |

| 23 d'agost de 2004 10:30    |       |        |                                                |  |
| Espanya                     | 3 – 0 | Egipte | Àrbitres: David Leiper (GBR) Han Jin-Soo (KOR) |  |
| Tubau 6', 65' Amat 62' (PS) |       |        | Àrbitres: David Leiper (GBR) Han Jin-Soo (KOR) |  |

| 23 d'agost de 2004 18:00                                               |       |                   |                                                 |  |
| Pakistan                                                               | 8 – 2 | Regne Unit        | Àrbitres: Murray Grime (AUS) Ray O'Connor (IRL) |  |
| Abbas 9', 39' Ali 35'+ Nadeem 37' Butt 55', 68' Abbasi 59' Shabbir 60' |       | Stott 5' Hall 65' | Àrbitres: Murray Grime (AUS) Ray O'Connor (IRL) |  |

| 23 d'agost de 2004 18:30 |       |                          |                                                 |  |
| Corea del Sud            | 2 – 2 | Alemanya                 | Àrbitres: Henrik Ehlers (DEN) John Wright (RSA) |  |
| Lee Jung-Seon 8', 54'    |       | Zeller 35' Emmerling 66' | Àrbitres: Henrik Ehlers (DEN) John Wright (RSA) |  |

Grup B
| Equip         | J | G | E | P | GF | GC | Pts |
| ------------- | - | - | - | - | -- | -- | --- |
| Països Baixos | 5 | 5 | 0 | 0 | 16 | 9  | 15  |
| Austràlia     | 5 | 3 | 1 | 1 | 14 | 10 | 10  |
| Nova Zelanda  | 5 | 3 | 0 | 2 | 13 | 11 | 9   |
| Índia         | 5 | 1 | 1 | 3 | 11 | 13 | 4   |
| Sud-àfrica    | 5 | 1 | 0 | 4 | 9  | 15 | 3   |
| Argentina     | 5 | 0 | 2 | 3 | 8  | 13 | 2   |

| 15 d'agost de 2004 08:30      |       |                       |                                                  |  |
| Austràlia                     | 4 – 1 | Nova Zelanda          | Àrbitres: David Leiper (GBR) Amarjit Singh (MAS) |  |
| Elder 15' Dwyer 24', 42', 60' |       | Darren SmithSmith 58' | Àrbitres: David Leiper (GBR) Amarjit Singh (MAS) |  |

| 15 d'agost de 2004 10:30 |       |                |                                                  |  |
| Argentina                | 1 – 2 | Sud-àfrica     | Àrbitres: Xavier Adell (ESP) David Gentles (AUS) |  |
| Almada 10'               |       | Nicol 38', 41' | Àrbitres: Xavier Adell (ESP) David Gentles (AUS) |  |

| 15 d'agost de 2004 20:30                |       |                 |                                                    |  |
| Països Baixos                           | 3 – 1 | Índia           | Àrbitres: Murray Grime (AUS) Jason McCracken (NZL) |  |
| Eikelboom 2' De Nooijer 50' Taekema 54' |       | G. A. Singh 69' | Àrbitres: Murray Grime (AUS) Jason McCracken (NZL) |  |

| 17 d'agost de 2004 10:30 |       |                |                                                        |  |
| Argentina                | 2 – 2 | Austràlia      | Àrbitres: Christian Blasch (GER) Jason McCracken (NZL) |  |
| Almada 2', 31'           |       | Dwyer 26', 66' | Àrbitres: Christian Blasch (GER) Jason McCracken (NZL) |  |

| 17 d'agost de 2004 18:00 |       |                                                          |                                                 |  |
| Sud-àfrica               | 2 – 4 | Índia                                                    | Àrbitres: Ray O'Connor (IRL) David Leiper (GBR) |  |
| Nicol 7' Fulton 12'      |       | D. Pillay 27' B. Singh 41' D. Tirkey 69' G. A. Singh 70' | Àrbitres: Ray O'Connor (IRL) David Leiper (GBR) |  |

| 17 d'agost de 2004 20:00 |       |                                                   |                                                  |  |
| Nova Zelanda             | 3 – 4 | Països Baixos                                     | Àrbitres: David Gentles (AUS) Sumesh Putra (CAN) |  |
| Shaw 9', 55' Burrows 59' |       | Taekema 4', 24' (PS) Klaver 39' Van der Weide 68' | Àrbitres: David Gentles (AUS) Sumesh Putra (CAN) |  |

| 19 d'agost de 2004 08:30             |       |                      |                                                   |  |
| Països Baixos                        | 3 – 2 | Sud-àfrica           | Àrbitres: Jason McCracken (NZL) Han Jin-Soo (KOR) |  |
| Derikx 29' De Nooijer 49' Klaver 69' |       | Evans 17' Symons 23' | Àrbitres: Jason McCracken (NZL) Han Jin-Soo (KOR) |  |

| 19 d'agost de 2004 20:00      |       |           |                                                   |  |
| Nova Zelanda                  | 3 – 1 | Argentina | Àrbitres: David Leiper (GBR) Pedro Teixeira (POR) |  |
| Shaw 12' Hari 44' Burrows 49' |       | Lombi 8'  | Àrbitres: David Leiper (GBR) Pedro Teixeira (POR) |  |

| 19 d'agost de 2004 20:30                   |       |                                        |                                                 |  |
| Austràlia                                  | 4 – 3 | Índia                                  | Àrbitres: Henrik Ehlers (DEN) John Wright (RSA) |  |
| Elder 11' Dwyer 38' McCann 49' Brennan 70' |       | Sonkhla 6' G. A. Singh 50' Halappa 52' | Àrbitres: Henrik Ehlers (DEN) John Wright (RSA) |  |

| 21 d'agost de 2004 10:30 |       |                       |                                                 |  |
| Índia                    | 1 – 2 | Nova Zelanda          | Àrbitres: Ray O'Connor (IRL) Xavier Adell (ESP) |  |
| D. Pillay 62'            |       | Burrows 36' Shaw 70'+ | Àrbitres: Ray O'Connor (IRL) Xavier Adell (ESP) |  |

| 21 d'agost de 2004 18:00 |       |                                      |                                                    |  |
| Sud-àfrica               | 2 – 3 | Austràlia                            | Àrbitres: Henrik Ehlers (DEN) Satinder Kumar (IND) |  |
| Nicol 4' Smith 29'       |       | Brooks 17' Eglington 19' Brennan 47' | Àrbitres: Henrik Ehlers (DEN) Satinder Kumar (IND) |  |

| 21 d'agost de 2004 18:30 |       |                                                        |                                                  |  |
| Argentina                | 2 – 4 | Països Baixos                                          | Àrbitres: Amarjit Singh (MAS) Murray Grime (AUS) |  |
| Almada 37' Lombi 52'     |       | Reckers 17' Klaver 22' Taekema 26' (PS) De Nooijer 44' | Àrbitres: Amarjit Singh (MAS) Murray Grime (AUS) |  |

| 23 d'agost de 2004 08:30             |       |            |                                                     |  |
| Nova Zelanda                         | 4 – 1 | Sud-àfrica | Àrbitres: Christian Blasch (GER) Sumesh Putra (CAN) |  |
| Kosoof 15' Shaw 38', 46' Burrows 70' |       | Smith 28'  | Àrbitres: Christian Blasch (GER) Sumesh Putra (CAN) |  |

| 23 d'agost de 2004 20:00 |       |               |                                                  |  |
| Índia                    | 2 – 2 | Argentina     | Àrbitres: David Gentles (AUS) Peter Elders (PBA) |  |
| G. A. Singh 33', 60'     |       | Vila 52', 69' | Àrbitres: David Gentles (AUS) Peter Elders (PBA) |  |

| 23 d'agost de 2004 20:30 |       |                  |                                                  |  |
| Austràlia                | 1 – 2 | Països Baixos    | Àrbitres: Xavier Adell (ESP) Amarjit Singh (MAS) |  |
| Brooks 28'               |       | Taekema 10', 13' | Àrbitres: Xavier Adell (ESP) Amarjit Singh (MAS) |  |

### Semifinals
| 25 d'agost de 2004 18:30                     |       |                          |                                                 |  |
| Països Baixos                                | 3 – 2 | Alemanya                 | Àrbitres: Murray Grime (AUS) Ray O'Connor (IRL) |  |
| Taekema 5' (PS) Eikelboom 47' De Nooijer 52' |       | Witthaus 3' Bechmann 58' | Àrbitres: Murray Grime (AUS) Ray O'Connor (IRL) |  |

| 25 d'agost de 2004 21:00 |       |                                                      |                                                 |  |
| Espanya                  | 3 – 6 | Austràlia                                            | Àrbitres: John Wright (RSA) Henrik Ehlers (DEN) |  |
| Tubau 8' Ribas 49', 67'  |       | Elder 3' McCann 23', 44' Wells 27' Schubert 51', 53' | Àrbitres: John Wright (RSA) Henrik Ehlers (DEN) |  |

### 3r lloc
| 27 d'agost de 2004 18:00                                     |       |                           |                                                  |  |
| Alemanya                                                     | 4 – 3 | Espanya                   | Àrbitres: Murray Grime (AUS) Henrik Ehlers (DEN) |  |
| Reinelt 22' Duckwitz 45' Emmerling 49' Michel 45' (gol d'or) |       | Freixa 31' Tubau 39', 47' | Àrbitres: Murray Grime (AUS) Henrik Ehlers (DEN) |  |

### Final
| 27 d'agost de 2004 20:30 |       |                                 |                                                |  |
| Països Baixos            | 1 – 2 | Austràlia                       | Àrbitres: Ray O'Connor (IRL) John Wright (RSA) |  |
| Brouwer 29'              |       | Brooks 37' Dwyer 78' (gol d'or) | Àrbitres: Ray O'Connor (IRL) John Wright (RSA) |  |